# Neonitocris dubourgeti
Neonitocris dubourgeti là một loài bọ cánh cứng trong họ Cerambycidae.